# Lhota pod Libčany (przystanek kolejowy)
Lhota pod Libčany – przystanek kolejowy w miejscowości Lhota pod Libčany, w kraju hradeckim, w Czechach. Znajduje się na wysokości 240 m n.p.m. Położony jest przy drodze na Osice.
Jest zarządzany przez Správę železnic. Na przystanku nie ma możliwości zakupu biletów, a obsługa podróżnych odbywa się w pociągu.

## Linie kolejowe
- 020 Pardubice - Hradec Králové - Jaroměř